# Wurmlingen (Landkreis Tuttlingen)
Wurmlingen település Németországban, azon belül Baden-Württembergben. Lakosainak száma 3896 fő (2023. december 31.). Wurmlingen Rietheim-Weilheim községgel határos.

## Népesség
A település népessége az elmúlt években az alábbi módon változott:
| Lakosok száma | 3167 | 3837 | 3812 | 3838 | 3878 | 3896 |
|               | 1975 | 2017 | 2019 | 2021 | 2022 | 2023 |